# 2016年3月伊斯坦布尔爆炸案
2016年3月伊斯坦布尔爆炸案是指于2016年3月19日发生在土耳其伊斯坦布尔市中心附近塔克西姆广场独立大街的自杀性炸弹袭击事件。袭击发生地附近是游客密集的购物区，爆炸地点紧邻当地地区行政長官办公室。此次爆炸造成包括袭击者本人在内的五人死亡，另有36人受伤，其中12人为外籍游客。土耳其警方在调查后确认此次袭击由该国本土出生的男子穆罕默德·奧茲圖爾克（Mehmet Öztürk）发动，袭击与伊斯兰国有关。

## 背景
土耳其位于西亚和東南欧，紧邻叙利亚，介入叙利亚内战后安全形势高度紧张。该国靠近伊斯兰国控制地区，境内亦有库尔德人反政府武装，自2015年底起便频频遭遇恐怖袭击。2015年10月，土耳其首都安卡拉一天之内接连发生两起爆炸，超过100人丧生；2016年1月，伊斯坦布尔遭到伊斯兰国成员发动的自杀性爆炸袭击，造成至少12名德国游客死亡；2月，库尔德工人党在安卡拉发动炸弹袭击导致66人死亡；此次袭击近一周之前的3月13日，安卡拉再次遇袭，一支库尔德军事武装库尔德自由之鹰在市区引爆汽车炸弹，造成37人身亡。此次爆炸是2016年以来土耳其遭受的第四次类似袭击。
由于恐怖袭击事件频发，各国都对土耳其的安全状况表示担忧，美国和欧洲各国驻土耳其大使馆在2016年都曾对本国公民发布安全警示。安卡拉汽车炸弹袭击后，土耳其各大城市的市民都提高了警惕。3月17日，位于独立大街附近的德国驻伊斯坦布尔总领事馆接到“非常可信的”恐怖袭击警告，在17日和18日两天因“安全原因”闭馆，伊斯坦布尔德国学校和德國駐土耳其大使館也临时关闭，一名德国驻伊斯坦布尔的官员称这座城市已经“人人自危”。时任土耳其总理艾哈迈德·达武特奥卢称这些预警是“正常的”，呼吁民众共同抵制恐怖情绪的蔓延，伊斯坦布尔当地政府对德国提供的安全警告也未给予足够重视。达武特奥卢在爆炸发生后也因此遭到批评。

## 经过
爆炸发生于2016年3月19日当地时间上午11:00左右，袭击发生地独立大街是伊斯坦布尔最繁华的地区，路边各国商店和餐馆林立，游客众多，多国领事馆亦位于独立大街附近。这一时间通常是游人最密集的时段，但由于之前德国领事馆发布的恐怖袭击预警，爆炸前数日内该地区的游客已经比往常有所减少。事发时有众多游客正在街道上漫步，监控录像显示嫌疑人在人行道上的一群游客身旁引爆了身上的炸弹。爆炸地点紧邻当地地区行政长官办公室，数百米外还有一辆警车长期驻守。土耳其警方调查后认为袭击者原计划在人群更密集的地方引爆，但因惧怕警察而未能到达袭击目标处。目击者称现场听到巨大的爆炸声，附近建筑“像纸片一样摇晃”；监控录像中可以看到现场有人倒在地上，失去反应。人群随即陷入混乱发出尖叫，数百名游客四散逃离。有目击者称爆炸现场四处散落着铁钉和小铁球，专家认为是袭击者为增加杀伤力而在炸弹中加入。警方和医护人员在爆炸后迅速赶赴现场，同时派遣多架警用直升机和救护车驻守爆炸现场。警方封锁了整个塔克西姆广场地区，街道上的游人也被疏散一空。

### 死伤
| 国籍            | 遇难人数 | 受伤人数 | 死伤总数 |
| --------------- | -------- | -------- | -------- |
| 德国            | 0        | 1        | 1        |
| 伊朗            | 1        | 1        | 2        |
| 愛爾蘭          | 0        | 2        | 2        |
| 以色列          | 1        | 6        | 7        |
| 以色列 / · 美国 | 2        | 0        | 2        |
| 土耳其          | 0        | 24       | 24       |
| 阿联酋          | 0        | 1        | 1        |
| 总计            | 4        | 36       | 40       |

爆炸造成除袭击者之外的四人死亡，36人在爆炸中受伤。死者中一人为以色列国籍，另有两人拥有以色列和美国双重国籍，还有一人为伊朗国籍。36名伤者中12人是外籍游客。全部伤者中有两名儿童。

## 袭击者
爆炸发生后没有任何组织宣称对袭击负责。初步证据一度显示案件为库尔德工人党所为，但之后这一结论被证据推翻。土耳其警方逮捕了五名可能与爆炸有关的嫌疑人，其中包括穆罕默德·奧茲圖爾克的父亲和兄弟。3月20日，土耳其警方通过证据以及DNA鉴定确认袭击者为伊斯兰国成员穆罕默德·奧茲圖爾克（Mehmet Öztürk）。土耳其内政部长埃夫坎·阿拉称有足够证据证明奥兹图尔克“与达伊沙恐怖组织有关联”。但伊斯兰国未宣称对爆炸负责。
奥兹图尔克于1992年出生在土耳其南部靠近叙利亚的边境城市加濟安泰普。警方在20日早晨搜查了奥兹图尔克家，并将其父亲和兄弟带走羁押。其父亲在证词中称奥兹图尔克自2013年起已经离开家，父子二人之后几乎不曾见面。奥兹图尔克的家人还曾向警方报告了他的失踪。警方认为他自2013年失踪后前往叙利亚接受了伊斯兰国的训练，之后于2015年非法回到土耳其境内的基利斯省埃尔贝伊利。2016年2月时，奥兹图尔克曾回到家中短暂探亲。3月18日，奥兹图尔克在阿德亚曼某人的帮助下购买了汽车票，在袭击当天自阿德亚曼乘长途汽车抵达伊斯坦布尔。

## 后续
爆炸发生后，独立大街上的大部分店铺都暂停营业，往常繁华的街道上行人稀少。不少游客和市民前往爆炸现场悼念死难者，献上鲜花和土耳其国旗并打出标语“我们在这里，我们不害怕”（We're Here and We're Not Afraid）。3月20日，伊斯坦布尔多条街道因安全原因被封闭；原定在20日举办的一场重要足球赛也被推迟。3月20日恰逢库尔德人新年纳吾肉孜节，美国驻土耳其大使馆提醒其公民在当日避开人群聚集处。土耳其政府也因安全原因停止了主要城市的节日庆祝活动。
土耳其总理艾哈迈德·达武特奥卢称此次事件为“骇人听闻的袭击”，表示将继续同恐怖主义作斗争。土耳其卫生部长穆罕默德·米埃津奥卢在发布会中也表示谴责“如此灭绝人性之人”。土耳其国内民众对德国提前向伊斯坦布尔政府提供安全情报的行为表示感激，同时对土耳其政府忽略情报提出强烈的不满。但伊斯坦布尔当局称已经“采取了各种可能措施”防范恐怖袭击，而德国提供的情报和此次袭击没有直接联系。最初被怀疑与袭击相关的库尔德工人党旗下库尔德斯坦社群团体也发表声明，称不认识袭击者，谴责了针对普通民众的袭击，并称库尔德武装人员“强烈反对以战争名义导致平民死亡”。
国际社会对此次袭击表示了各种形式的谴责。此外，美国和欧盟等领导人都提出愿协助土耳其展开调查和反恐行动。此次袭击中伤亡的外国游客中的9人有以色列国籍，该国总理本雅明·内塔尼亚胡表示将与土耳其联系调查这一袭击是否针对以色列公民发动。北约秘书长延斯·斯托尔滕贝格提出将继续与盟友土耳其一同打击恐怖主义；联合国秘书长潘基文也谴责了袭击并呼吁将事件主谋绳之以法。
此次袭击之后不到一周之内，伊斯兰国在比利时首都布鲁塞尔制造连环爆炸案，西方国家媒体对其展开大面积报道。相比之下西方媒体对本次袭击的报道则明显少于布鲁塞尔袭击。这一差别在网络上引发讨论，各国许多民众对这一鲜明对比都表示不满，甚至认为西方媒体对不同地方发生的恐怖袭击持有“双重标准”。同时亦有分析认为此种区别是不同语言文化圈之间存在差异所致。
2022年11月，也就是事件发生的六年后，独立大街再度发生爆炸事件，造成6人死亡，81人受伤。这是伊斯坦布尔六年来第一次发生恐怖袭击。